# Kill My Mind
Kill My Mind è un singolo del cantante britannico Louis Tomlinson, pubblicato il 5 settembre 2019 come secondo estratto dal suo album di debutto, Walls.
Il testo è stato scritto da Tomlinson stesso insieme a Jamie Hartman e Sean Douglas.

## Promozione
Nel giugno 2019, Louis Tomlinson ha annunciato i suoi piani di pubblicare nuova musica nel 2019. Il 29 agosto 2019, ha pubblicato l'artwork di Kill My Mind, scrivendo "Sono così felice di annunciare finalmente che il mio nuovo singolo #KillMyMind uscirà tra una settimana! Sono davvero felice che tutti voi sappiate a cosa ho lavorato!". Il singolo è stato rilasciato una settimana dopo, in anteprima su Hits Radio Manchester.

## Descrizione
Tomlinson ha descritto Kill My Mind come "una canzone sul divertimento e sul fare cose stupide quando sei giovane", "attraversare una fase sperimentale nella tua giovinezza e fare cose che potrebbero non essere buone per te, ma sono eccitanti". Si è detto particolarmente orgoglioso del risultato ottenuto.

## Critica
Rob Copsey della Official Charts Company ha scritto che Tomlinson "appare a suo agio" in Kill My Mind, e ha aggiunto che c'è "qualcosa di molto indie pop, stile fine anni 2000". Lindsey Smith di iHeartRadio ha descritto la canzone come una "traccia influenzata dal punk con chitarre pesanti e batteria", e ha aggiunto che "mette in mostra il suo talento e la capacità di eseguire generi diversi senza sforzo". Jason Lipshutz di Billboard ha descritto la traccia come "una canzone che fa scatenare una pop star" e l'ha definita "sfacciata, spavalda e fortemente orecchiabile". Scrivendo per MTV, Patrick Hosken ha detto che in Kill My Mind Tomlinson "appare più grande, più pronto per lo stadio e più simile a se stesso di quanto non sia mai stato" e ha descritto la traccia come "più grande, più pura e più rock di qualsiasi cosa Louis abbia mai fatto" e ha definito Louis come una star del Britpop.

## Video musicale
Il video musicale è stato diretto da Charlie Lightening e pubblicato il 13 settembre 2019. Presenta scene in cui Tomlinson canta di fronte a una folla di fan alternate a scene che vedono protagonista una coppia di amanti. Tomlinson ha rivelato di essersi ispirato alla videografia degli Oasis, noti per focalizzarsi nei loro video sulla performance piuttosto che sulla narrazione.

## Esibizioni dal vivo
Tomlinson ha presentato per la prima volta dal vivo il singolo alla Coca Cola Music Experience di Madrid il 14 settembre 2019.

## Classifiche
| Classifica (2019) | Posizione massima |
| ----------------- | ----------------- |
| Scozia            | 99                |